# Владыченский район
Владыченский район — административно-территориальная единица в составе Ярославской области, существовавшая в 1946—1957 годах. Центр — село Владычное.
Владыченский район был образован 15 апреля 1946 года в составе Ярославской области из частей Первомайского и Пошехоно-Володарского районов.
В состав района вошли сельсоветы: Васильевский, Володарский, Калининский, Колодинский, Ламанцевский, Пролетарский, Свердловский, Юдинский и Юрневский.
В 1954 году Пролетарский и Свердловский с/с были присоединены к Ламанцевскому, а Юрневский — к Юдинскому.
22 ноября 1957 года Владыченский район был объединён с Пошехоно-Володарским районом в Пошехонский район.